# DD Weekendtoernooi
Het DD Weekendtoernooi was een Nederlands schaaktoernooi dat van 1981 tot en met 2003 ieder jaar in Den Haag werd georganiseerd. De organisatie was in handen van de schaakvereniging Discendo Discimus (kortweg DD). Het toernooi is samen met het Ooievaar Weekendtoernooi verdergegaan als het Haags Weekendtoernooi.

## Lijst van winnaars

### Meervoudige winnaars
| Overwinningen | Schaker        | Land               | Jaren       |
| ------------- | -------------- | ------------------ | ----------- |
| 2             | Harmen Jonkman | Vlag van Nederland | 1994 + 2000 |
| 2             | Friso Nijboer  | Vlag van Nederland | 2002 + 2003 |

### Overwinningen per land
| Overwinningen | Land                                |
| ------------- | ----------------------------------- |
| 18            | Nederland                           |
| 3             | Duitsland                           |
| 1             | België, China, Oezbekistan, Rusland |